# Porygon et ses évolutions
Porygon et ses évolutions Porygon2 et Porygon-Z, sont trois espèces de Pokémon, des créatures de fiction issues de la franchise Pokémon de Nintendo. La première apparition de Porygon a lieu au Japon respectivement en 1996, dans les jeux vidéo Pokémon Vert et Pokémon Rouge, celle de Porygon2, en 1999, dans les jeux vidéo Pokémon Or et Argent et enfin celle de Porygon-Z en 2006, dans les jeux vidéo Pokémon Diamant et Perle sous les noms originaux de Porigon (ポリゴン), Porigon2 (ポリゴン２) et PorigonZ (ポリゴンZ).
Décrits comme des Pokémon « artificiels », ils ont été imaginés par l'équipe de Game Freak et dessinés par Ken Sugimori pour la licence Pokémon, créée par Satoshi Tajiri. Ils sont de Type Normal et occupent chacun en ce qui le concerne les 137e, 233e et 474e emplacements du Pokédex national, l'encyclopédie qui recense les différentes espèces de Pokémon.
Porygon est célèbre pour être au centre de l'épisode Dennō Senshi Porigon (litt. Le Soldat Virtuel Porygon) de la série Pokémon qui a provoqué de multiples crises d'épilepsie chez les enfants japonais.

## Création
Propriété de Nintendo, la franchise Pokémon est apparue au Japon en 1996 avec les jeux vidéo Pocket Monsters Vert et Pocket Monsters Rouge. Son concept de base est la capture et l'entraînement de créatures appelées Pokémon, afin de leur faire affronter ceux d'autres Dresseurs de Pokémon. Chaque Pokémon possède un ou deux Types – tels que l'Eau, le Feu ou la Plante – qui déterminent ses faiblesses et ses résistances au combat. En s'entraînant, ils apprennent de nouvelles attaques et peuvent évoluer en un autre Pokémon.

### Conception graphique
La conception de Porygon, Porygon2 et Porygon-Z est le fait, comme pour la plupart des Pokémon, de l'équipe chargée du développement des personnages au sein du studio Game Freak. Leur apparence est finalisée par Ken Sugimori pour la première génération des jeux Pokémon, Pokémon Rouge et Pokémon Vert, sortis à l'extérieur du Japon sous les titres de Pokémon Rouge et Pokémon Bleu,. Porygon2 est apparu avec la deuxième génération de jeux vidéo, tandis que Porygon-Z avec la quatrième génération de jeux vidéo.
Nintendo et Game Freak n'ont pas évoqué les sources d'inspiration de ces Pokémon. Néanmoins, certains fans avancent qu'ils pourraient être basés sur le concept d'une grue d'origami. Porygon2 représente par rapport à Porygon le concept de subdivision en infographie 3D.

### Étymologie
Porygon, Porygon2 et Porygon-Z sont initialement nommés Porigon (ポリゴン), Porigon2 (ポリゴン２) et PorigonZ (ポリゴンZ) en japonais. Ces noms sont ensuite adaptés dans trois langues lors de la parution des jeux en Occident : anglais, français et allemand ; le nom anglais est utilisé dans les autres traductions du jeu. Pour Porygon , le choix est cependant fait de ne pas adapter le nom en Occident, qui constitue donc en une transposition de son nom japonais ; le nom de ses évolutions suivra la même logique. Son nom renvoie aux polygones utilisés pour représenter un objet en trois dimensions.

## Description
Ces trois Pokémon sont les évolutions les uns des autres : Porygon évolue en Porygon2, lequel évolue en Porygon-Z. Dans les jeux vidéo, cette évolution nécessite que les Pokémon soient échangés en tenant un certain objet : l' « Améliorator » pour que Porygon évolue en Porygon2 et le « CD Douteux » pour que Porygon2 évolue en Porygon-Z.
Comme pratiquement tous les Pokémon, ils ne peuvent pas parler : lors de leurs apparitions dans les jeux vidéo tout comme dans la série d'animation, ils sont seulement capables de communiquer verbalement en répétant les syllabes de leur nom ,en utilisant différents accents, différentes tonalités, et en rajoutant du langage corporel.

### Porygon
Ce Pokémon est composé de formes géométriques lui donnant un aspect particulier. Capable d'aller dans les circuits d'ordinateur, il peut se métamorphoser en diverses formes. C'est un Pokémon très rare qui fera sa première apparition dans l'épisode 38 de la série. Il fait partie de la première génération de Pokémon, portant le No 137 dans le Pokédex de cette génération.

### Porygon2
Porygon2 (parfois orthographié Porygon-2) est un Pokémon apparu pour la première fois dans Pokémon Or et Argent. Il appartient donc à la seconde génération. Il est l'évolution de Porygon quand ce dernier est échangé avec un Améliorator (ou « Évolutor » dans Or et Argent). Il s'agit d'un Porygon amélioré, conçu dans le but d'explorer l'espace, sans succès, puisqu'il ne peut même pas voler. Il est de type normal et connaît la capacité spéciale Calque, qui copie celle de l'adversaire juste avant le combat. S'il se trouve face à un autre connaisseur de Calque, rien ne se passe.

### Porygon-Z
Porygon-Z est un Pokémon de la quatrième génération, apparu pour la première fois dans Pokémon Diamant et Perle. Il est bleu et rose, comme ses pré-évolutions, mais avec des nuances plus foncées. Il a été conçu pour travailler dans des dimensions parallèles, mais cela n'a pas fonctionné ; au contraire, il a un comportement imprévisible par rapport à Porygon-2. En échangeant ce dernier avec un CD Douteux, on obtient Porygon-Z. La famille des Porygon est ainsi la seule famille de Pokémon qui évolue totalement et uniquement par échange.

## Apparition

### Jeux vidéo
Dans les jeux de première et deuxième génération (ainsi que dans leurs remakes), Porygon ne se trouve pas à l'état sauvage et doit être échangé contre un certain nombre de jetons au casino de Céladopole. Dans Pokémon Diamant et Perle, il est possible de l'obtenir à l'état sauvage dans le jardin trophée du manoir Pokémon, après l'obtention du Pokédex national. Dans Pokémon Platine, un habitant de Voilaroc vous le donne. Dans Pokémon Blanc, il est possible de l'obtenir si Fabio est dans la forêt Blanche. Dans Pokémon Noir 2 et Blanc 2, il n'est pas trouvable à l'état sauvage, on peut par contre l'obtenir par le biais du RAdar Pokémon après avoir attrapé Fulguris en forme Totémique.
Porygon, ainsi que ses évolutions, sont des Pokémon asexués, ils ne peuvent donc se reproduire qu'avec Métamorph.

### Série télévisée et films
La série télévisée Pokémon et les films qui en sont issus narrent les aventures d'un jeune Dresseur de Pokémon du nom de Sacha, qui voyage à travers le monde pour affronter d'autres Dresseurs ; l'intrigue est souvent distincte de celle des jeux vidéo. Porygon est apparu pour la première fois dans l'épisode 38 de la série Pokémon, « Dennō Senshi Porigon », épisode qui ne fut jamais diffusé en France. En effet, lors de sa diffusion au Japon, près de 700 jeunes Japonais ont été victimes d'une crise d'épilepsie causée par les éclairs lumineux d'une attaque de Pikachu.  Pour éviter que ça ne se produise dans d'autres pays, Nintendo a décidé de ne plus le diffuser. Cet épisode fait partie des 4 épisodes qui sont devenus non diffusables.